# کریستوفر سوندگرن
کریستوفر سوندگرن (انگلیسی: Christoffer Sundgren؛ زادهٔ ۳۱ ژوئیهٔ ۱۹۸۹) ورزشکار کرلینگ، و مهندس اهل سوئد است.